# Meadows of Dan
Meadows of Dan est une census-designated place située dans le comté de Patrick, dans l’État de Virginie, aux États-Unis. Lors du recensement de 2020, elle comptait 72 habitants.